# 카를로스 산체스 아기아르
카를로스 산체스 아기아르(스페인어: Carlos Sánchez Aguiar, 1957년 11월 28일, 마드리드 주 마드리드 ~)는 스페인의 전직 축구 감독이다.

## 감독 경력
마드리드 출신인 아기아르는 톨레도의 수석코치로서 곤살로 우르타도 감독을 보좌하다가 1994년에 아틀레티코 마드리드로 이적했다. 그는 이듬해 알피오 바실레 감독이 경질됨에 따라 감독직을 대행하기도 했다.
1997년 6월 14일, 아기아르는 세군다 디비시온의 2군 감독으로 임명되었다. 1999년 2월 15일, 그는 아리고 사키를 대신하여 1군 감독을 맡았지만, 얼마 지나지 않아 그 해 UEFA컵에서 탈락했다.
2000년 12월 2일, 아기아르는 우니베르시다드 라스 팔마스의 감독이 되었다. 그러나, 강등권 탈출에 실패하면서, 그는 구단을 떠났다.
2001년 11월, 아기아르는 또다른 2부 리그 구단인 레가네스의 지휘봉을 잡았다. 약 1년 뒤 그는 3경기 연속 패배를 당하면서 해임되었다.
2004년 12월 1일, 아기아르는 라스 팔마스의 감독으로 취임했다. 그는 시즌 말에 구단을 떠났지만, 2006년 여름에 카나리아 제도 연고 구단에 복귀했다. 그러나 이번에는 그 해 10월 1일에 해임되었다.
2007년, 아기아르는 톨레도에 감독으로 복귀했으나, 이듬해에 떠났다. 2014년 11월 27일, 그는 해임된 오스카르 메나의 후임으로 아틀레티코 2군 감독으로 다시 취임했다.
2018년, 그는 알레티와 제휴관계를 맺은 이스라엘의 하포엘 베르-세바 유소년부 감독이 되었다. 2018년 11월 8일을 기점으로, 그는 이스라엘 구단의 유소년부 감독이 되었다.